# Сузанвилл
Су́занвилл (англ. Susanville) — город в штате Калифорния (США). Административный центр округа Лассен и единственный инкорпорированный город этого округа. В 2010 году в городе проживали 17 947 человек. В городе находится две тюрьмы штата и одна федеральная, в которых содержится около 11 000 человек.

## Географическое положение
Сузанвилл находится на севере штата Калифорния и является административным центром округа Лассен. По данным Бюро переписи населения США город имеет общую площадь в 20,8 квадратных километров.

## История
Летом 1853 года братья Руп построили хижину в долине Валли-Лейк, которая тогда привлекала эмигрантов источниками воды. Основанная деревня называлась Руптаун, современное имя появилось в 1857 году. Город был назван в честь Сьюзан Руп, дочери Айзека Рупа. В 1860 году был открыт почтовый офис. В 1864 году был создан округ Лассен, а Сузанвилл был выбран его административным центром. В 1900 году город был инкорпорирован.
Город процветал за счёт лесной промышленности, сельского хозяйства и ископаемых до 1960-х годов. Количество рабочих мест в этих отраслях начало сокращаться. В 1963 году в Сузанвилле был построен исправительный центр Калифорнии. В 1995 году была открыта ещё тюрьма Хай-Дезерт, а в 2007 году — федеральная тюрьма Херлонг. О тюрьмах и их влиянии на жизнь города был снят документальный фильм Prison Town, USA для канала PBS. Около половины взрослого населения Сузанвилла работает в тюрьмах, в которых содержится около 11 000 человек.

## Население
По данным переписи 2010 года население Сузанвилла составляло 17 947 человек (из них 73,2 % мужчин и 26,8 % женщин), в городе было 3833 домашних хозяйств и 2377 семей. Расовый состав: белые — 62,8 %, коренные американцы — 3,4 % афроамериканцы — 12,5 %, азиаты — 1,1 % и представители двух и более рас — 3,2 %. 23,7 % населения города — латиноамериканцы (15,3 % мексиканцев).
Из 3833 домашних хозяйств 62,0 % представляли собой совместно проживающие супружеские пары (32,1 % с детьми младше 18 лет), в 13,0 % семей женщины проживали без мужей, в 6,1 % семей мужчины проживали без жён, 38,0 % не имели семьи. В среднем домашнее хозяйство ведут 2,46 человек, а средний размер семьи — 3,05 человека.
Население города по возрастному диапазону по данным переписи 2010 года распределилось следующим образом: 14,3 % — жители младше 18 лет, 4,7 % — между 18 и 21 годами, 74,7 % — от 21 до 65 лет и 6,6 % — в возрасте 65 лет и старше. Средний возраст населения — 33,6 года. На каждые 100 женщин в Сьюзанвилле приходилось 273,7 мужчин, при этом на 100 совершеннолетних женщин приходилось уже 327,3 мужчин сопоставимого возраста.

## Экономика
В 2015 году из 14 479 человек старше 16 лет имели работу 2938. При этом мужчины имели медианный доход в 65 078 долларов США в год против 42 468 долларов среднегодового дохода у женщин. В 2014 году медианный доход на семью оценивался в 65 890 $, на домашнее хозяйство — в 47 857 $. Доход на душу населения — 12 611 $ в год. 14,1 % от всего числа семей в Сузанвилле и 22,6 % от всей численности населения находилось на момент переписи за чертой бедности, из которых 35,1 % составляли жители младше 18 и 9,6 % старше 65 лет.. На 2014 год самыми крупными работодателями города были тюрьма Хай-Дезерт (1250 работников), Калифорнийский исправительный центр (1000 работников) и администрация округа (441 работник)